# Досвід про теперішній і майбутній мир у Європі
«Досвід про теперішній і майбутній мир у Європі» — трактат Вільяма Пенна, а також однойменний проєкт єдиної Європи, висунутий ним.

## Історичні умови створення проєкту
«Досвід про теперішній і майбутній мир у Європі шляхом створення європейського Конгресу, Парламента або Палати держав» (англ. «An Essay towards the Present and Future Peace of Europe by the Establishment of an European Diet, Parliament or Estates») було опубліковано В. Пенном у 1693 р., під час війни Королівства Франція з Аугсбурзькою лігою, в яку була втягнута Європа. Е свідоцтва, що проєкт В. Пенна було направлено англійській королеві Анні для обговорення на мирній конференції, щоб честь проголошення благого проєкту належала Королівству Англія раніше інших країн, проте тоді проєкт не вплинув значною мірою на політичну долю Європи.

## Загальна характеристика проєкту
Основна ідея «Досвіду про теперішній і майбутній мир у Європі» — створення загального об'єднання держав, які заради миру повинні були пожертвувати частиною власної свободи і підписати між собою договір. Уряди повинні були відмовитися від вирішення суперечливих питань збройним шляхом і вступити до об'єднання держав, рішення якого захистили б інтереси кожного з членів унії.
У першій частині трактату Вільям Пенн визначає основні вигоди миру: збереження володінь, життя у спокої, розвиток торгівлі, будівництва, промисловості. Війна знищує всі ці блага і призупиняє громадянський розвиток суспільства. Прикладом миру є діяльність посольств, які заслуховують петиції потерпілої сторони, і тим самим часто попереджують війни. засобом миру між урядом і народом, індивідуумом і суспільством виступає справедливість.
Найбільш природною і гуманною формою правління, на погляд Пенна, постає загальна угода, що підпорядковує особисті інтереси суспільним. Людина як частина суспільства не є власним суддею і месником, так само як і його опонент; між ними — неупереджений закон. Пенн стверджує: «Мир підтримується силою права, які є результатом діяльності уряду, так як і уряд створюється суспільством, а саме суспільство — взаємною угодою». Уряд виступає проти хаосу, є арбітром і засобом попередження й усунення безладдя, знаряддям справедливості й миру. для підпорядкування людських пристрастей уряд має судові палати й засідання, суди присяжних, парламенти з важелями контролю, бо людська натура настільки зіпсована, що без примушення більшість людей не в змозі виконати те, що вона вважає правильним і достойним, або ухилитися від того, що не повинна робити.
У трактаті вказувалося на необхідність скликання загальноєвропейської організації і створення на її основі Європейської ліги, або конфедерації, у якій «держави залишаються в себе вдома настільки суверенними, якими були завжди». Суверенні правителі Європи повинні були організувати зустріч їхніх представників на загальному Конгресі, в Палаті держав або в Парламенті й встановити норми права для їх виконання можновладцями.
Склад Палати держав Вільям Пенн визначає, виходячи не з підрахунків або оцінки доходів тієї чи іншої держави, а з цінності території, у яку включені усі доходи в цілому, в тому числі і правителів. Отже, Священна Римська імперія повинна посилати 20 представників, Королівство Франція — 10, Іспанська імперія — 10, Італія — 8, Королівство Англія — 6; по 4 представники надсилають Шведська імперія, Річ Посполита, Республіка Об'єднаних провінцій, Португальське королівство, Венеційська республіка, Данія-Норвегія — по 3, Швейцарія — 2, герцогства Голштинське і курляндське — по одному представнику. «Якщо будуть прийняті також турки і московити, було б достойним і справедливим, якби вони посилали ще по десять чоловік. Отже, всього було б дев'ятдесят». На відміну від «Великого проєкту» де Сюллі, пеннів проєкт передбачав включення в об'єднання держав не тільки західноєвропейських держав, а також Московського царства й Османської імперії. Необов'язково, на думку Вільяма Пенна, щоб завжди така велика кількість осіб представляла великі держави, але чим ширше представництво асамблеї держав, ти дієвішими і вільними будуть перемовини, а рішення за необхідності матимуть більшу вагу.
Місце першої зустрічі повинно було знаходитися в центрі Європи, а надалі члени Палати можуть зустрічатися де завгодно. Дані збори повинні називатися Верховною радою, Парламентом або Палатою держав Європи. Члени зборів могли збиратися щорічно або 2-3 рази на рік або як виникне необхідність. Рішення повинні прийматися трьома чвертями від загального складу, або більшістю в половину плюс сім голосів. Для ефективної роботи парламенту Пенн пропонує розподілити його на десятки на чолі з секретарем.
На розгляд цієї Верховної асамблеї необхідно виносити міждержавні суперечки, які не може бути розв'язано до початку засідання діяльністю послів. Згідно з проєктом Пенна, існують лише три речі, через які порушується мир: збереження, повернення, збільшення того, що є. Завоювання, підтверджене угодою і укладенням миру, — прийнятна правова установа. Якщо конфлікт виникає через «збереження і повернення», слід звернутися до Вищого суду держав. По відношенню до держав, що порушують угоду, союз міг застосовувати каральні акції, причому країни-порушники мали відшкодовувати збитки, виплачувати витрати держав-членів унії, які здійснили примусову акцію.
Пенн дуже докладно описує залу засідань і процедуру таємного голосування, яке є «випробуваними ліками проти підкупу», процедуру представлення петицій і скарг (у письмовому вигляді та у вигляді пам'ятних записок), збереження протоколів певними особами в спеціальному місці. Приділяється увага й мові, якої повинні вестися засідання: або латинська, або французька, тому що перша дуже зручна для юристів, а друга — найлегша для шляхетних осіб.
У трактаті також пропонується введення системи штрафів за відсутність на засіданні парламенту. Недопустимим є нейтральне ставлення до дискусій, адже подібна байдужість легко відкриє дорогу для махінацій. Парламентарії в усіх важливих випадках повинні передавати власному уряду найбільш суттєві пункти кожної важливої справи й отримувати його вирішальні інструкції, які повинні даватися не частіше, ніж через 24 дні з моменту, коли буде визначено місце засідань.
Вільям Пенн не бачить необхідності утримувати велику армію окремим правителем, знаючи, що за ним стоїть сила, від якої залежить безпека всіх інших. У той самий час невелика кількість військ, необхідних у кожній державі, попередить всіляку небезпеку та знищить будь-який страх. Пенн загострює увагу на можливому створенні Генеральних штатів у Гаазі як міжнародного трибуналу для всіх людей — від купця до монарха.
У Європі внаслідок укладання унії з'явиться значна кількість купців, хліборобів й інженерів, якщо уряд виявлятиме турботу про освіченість молоді, а освіта стане головним завданням кожної країни. Вільям Пенн підкреслює важливість політичних знань: вивчення конституцій європейських держав і власної конституції є найціннішим елементом освіти, що забезпечить небайдужість до суспільних інтересів і підготує людину для парламентської діяльності.
В останній частині трактату Вільям Пенн перелічує вигоди, які отримає Європа від об'єднання. Головні вигоди — збереження людського життя, запобігання страждань знедолених і відновлення в очах нехристиянських народів доброго ім'я християн. Важливу роль відіграють агітація і проповіді священиків проти війни і заради миру. Унія також зберігає гроші правителів і народу, запобігаючи невдоволеності й чварам між ними. З іншого боку, план дає можливість сприяти розвитку науки й освіти, доброчинності й ремесел. Проєкт зменшує витрати на часті й дорогі посольства, на утримання шпигунів і розвідки. На заощадженні кошти передбачається впровадження вислужної платні вдовам і сиротам загиблих на війні, а також інвалідам, частка яких серед населення досягне значних розмірів. Наступна перевага об'єднання в тому, що країни, міста й села, які могли б спустошуватися війною, залишаються цілими. Мир також забезпечує легкість і безпеку торгівлі. Можна буде легко подорожувати Європою за допомогою пропуску від будь-якої з держав. Об'єднання зможе більш вдало захищати прикордонних із османськими земель. Османський султан врешті-решт погодиться з Європою, а особиста дружба між правителями і парламентами виникне й укріпиться, що призведе до викоренення воєн і встановлення миру.